# Andrzej Przybielski

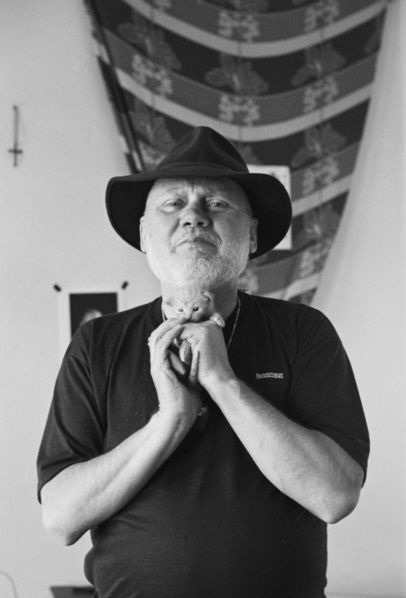
Andrzej Przybielski. Foto: Stanisław Wawro

Andrzej Grzegorz Przybielski (* 9. September 1944; † 9. Februar 2011 in Bydgoszcz) war ein polnischer Jazz-Trompeter, der in der polnischen Avantgarde-Jazz- und Modern-Creative-Szene aktiv war.

## Leben und Wirken
Przybielski wurde 1968 mit dem Trio Gdańsk für seinen Auftritt beim  Festival Jazz nad Odrą prämiert. 1969 spielte er in Andrzej Kurylewiczs Formacją Muzyki Współczesnej beim Jazz Jamboree, aber auch auf dem Festival von Pori. In den folgenden Jahren war er als Musiker bei verschiedenen Theatern beschäftigt, so beim Teatru Narodowego in Zamość und am Sceny Teatru Witkacego in Zakopane. Gemeinsam mit dem Schlagzeuger Władysław Jagiełło, Andrzej Bieżan und Helmut Nadolski erkundete er in der Gruppe Sesja 72 experimentellen Jazz; die Band stellte sich 1973 auf dem Jazz Jamboree vor.
Daneben arbeitete er mit zahlreichen Musikern der polnischen Jazzszene, wie Wanda Warska, Jacek Bednarek, Czesław Niemen, Tomasz Stańko, später auch mit Stanisław Sojka, Adam Hanuszkiewicz, Ryszard Tymon Tymański und Wojciech Konikewicz. Auch war er im Fusionbereich mit SBB (Józef Skrzek, Apostolis Anthimos und Jerzy Piotrowski) zu hören. Er gehörte den Gruppen Big Band Free Cooperation  und Acoustic Action an. In den 1990er Jahren war er Mitglied in der Jazzband NRD. Seit 2000 arbeitete er mit Andy Lumpp zusammen (zuerst auf dem Album Music from Planet Earth); mit Lumpp trat Przybielski und seine Band 2005 auf den Leipziger Jazztagen auf. Auch in den 2000er Jahren leitete er seine schon länger bestehende Asocjacja Andrzeja Przybielskiego, zu der damals Yura Ovsiannikow (Saxophon), Grzegorz Nadolny (Bass) und Grzegorz Daroń (Schlagzeug) gehörten. Auf mehreren Alben dokumentiert ist sein Zusammenspiel mit Marcin und Bartłomiej Oleś (Freebop 2000, und Abstract, 2005).

## Diskografie
- Czesław Niemen – Niemen vol. 2 (Marionetki) (1973)
- SBB – Sikorki (1973–1975)
- SBB – Wicher w polu dmie (1973–1975)
- Niobe – spektakl TV (1975)
- Andrzej Przybielski – W sferze dotyku (1984)
- Biezan / Dziubak / Mitan / Nadolski / Przybielski – Klub Muzyki Nowej Remont (1984)
- Przedstawienie Hamleta we wsi Głucha Dolna – spektakl TV (1985)
- Free Cooperation – Taniec Słoni (1985)
- Green Revolution – Muzyka do filmu "Na całość" (1986)
- Tomasz Stańko – Peyotl Witkacy (1988)
- Stanisław Sojka – Radioaktywny (1989)
- Free Cooperation – Our Master's Voice (1989)
- Variété – Variété (1993)
- Stół Pański "Gadające drzewo" (1997)
- Mazzoll, Kazik und Arythmic Perfection – Rozmowy s catem (1997)
- Maestro Trytony – Enoptronia (1997)
- Tribute to Miles Orchestra – Live - Akwarium, Warszawa (1998)
- Stanisław Sojka & Andrzej Przybielski – Sztuka błądzenia (1999/2000)
- Custom Trio – Free Bop (2000)
- The Ślub – Pierwsza (2000)
- Custom Trio - Andrzej Przybielski / Marcin Oleś / Brat Oleś /  Janusz Smyk – Live (2001)
- Andy Lumpp Trio & Andrzej Przybielski – Music from Planet Earth (2000)
- Tymon Tymański & The Waiters – Theatricon Plixx (2001)
- KaPeLa Trio & Andrzej Przybielski – Barwy przestrzeni (2002)
- The Ślub – Druga  (2002)
- Andy Lumpp Trio & Andrzej Przybielski – Musica Ex Spiritu Sancto (2003)
- Konikiewicz/Przybielski – Antyjubileusz  (2003)
- United Power of Fortalicje – Live - Teatr Performer, Zamość (2003)
- Transtechnologic Orchestra (Przybielski, Konikiewicz) 2CD – Live - Teatr Mały, Warszawa (2003)
- Andrzej Przybielski / Marcin Oleś / Bartłomiej Brat Oleś – Muzyka do spektaklu teatru TV 'Pasożyt'  (2003)
- Andrzej Przybielski / Marcin Oleś / Brat Oleś – Abstract (2005)
- Asocjacja Andrzeja Przybielskiego: Sesja Open (2005)
- The Ślub – Trzeciak (2010)
- Andrzej Przybielski / Marcin Oleś / Brat Oleś – Abstract - na żywo, Węgliszek, Bydgoszcz (2010)
- Sing Sing Penelope & Andrzej Przybielski – Stirli People (2009)
- Question Mark – Laboratory (2010)
- Oleś Brothers & Andrzej Przybielski: Short Farewell: The Lost Session (ed. 2021)